# Licuala tenuissima
Licuala tenuissima là loài thực vật có hoa thuộc họ Arecaceae. Loài này được Saw mô tả khoa học đầu tiên năm 1997.